# Ploudalmézeau

Ploudalmézeau este o comună în departamentul Finistère, Franța. În 1 ianuarie 2022 avea o populație de 6.440 de locuitori.